# Le Truc de l'antiquaire

Le Truc de l'antiquaire est un film muet français réalisé par Léonce Perret et sorti en 1909.

## Fiche technique
- Réalisation, scénario et producteur : Léonce Perret
- Société de production : Société des établissements L. Gaumont
- Pays de production : France
- Format : Muet - Noir et blanc
- Année de sortie : France : 1909